# Megalanura tasmaniae
Genre
Espèce
Synonymes
- Anoura tasmaniae Lubbock, 1899

Megalanura tasmaniae, unique représentant du genre Megalanura, est une espèce de collemboles de la famille des Neanuridae.

## Distribution
Cette espèce est endémique de Tasmanie en Australie.

## Publications originales
- Lubbock, 1899 : On some Australian Collembola. Journal of the Linnean Society, Zoology, vol. 27, p. 334-338 (texte intégral).
- Ellis & Bellinger, 1973 : An annotated list of the generic names of Collembola (Insecta) and their type species. Monografieën van de Nederlandse Entomologische Vereniging, no 7, p. 1-74.